# Baron von Tollbooth & the Chrome Nun
Albums par Paul Kantner
Sunfighter
(1971, avec Grace Slick) Planet Earth Rock and Roll Orchestra
(1983)
Albums par Grace Slick
Sunfighter
(1971, avec Paul Kantner) Manhole
(1974)
Baron von Tollbooth & the Chrome Nun est un album de Paul Kantner, Grace Slick et David Freiberg sorti en 1973, alors que leur groupe, Jefferson Airplane, agonisait. Comme sur les albums Blows Against the Empire et Sunfighter, de nombreux musiciens de la scène de San Francisco ont participé à son enregistrement. Le disque est sorti en même temps que Thirty Seconds Over Winterland. Cependant, sur la plupart des morceaux, Jerry Garcia des Grateful Dead joue la guitare solo et Chris Ethridge des Flying Burrito Brothers joue la basse. "Your Mind Has Left Your Body" était le dernier morceau de studio à présenter Paul Kantner, Grace Slick, Jorma Kaukonen et Jack Casady jusqu'à l'album de réunion de Jefferson Airplane en 1989. La pochette de l'album a été illustrée par Drew Struzan sous la direction d'Ernie Cefalu.

## Titres

### Face 1
1. Ballad of the Chrome Nun (Freiberg, Slick) — 3:59
2. Fat (Slick) — 3:13
3. Flowers of the Night (Traylor) — 4:13
4. Walkin' (Kantner, Slick) — 2:31
5. Your Mind Has Left Your Body (Kantner) — 5:45

### Face 2
1. Across the Board (Slick) — 4:34
2. Harp Tree Lament (Freiberg, Hunter) — 3:34
3. White Boy (Transcaucasian Airmachine Blues) (Kantner) — 4:13
4. Fishman (Slick) — 2:40
5. Sketches of China (Kantner, Slick) — 5:13

## Musiciens
- Paul Kantner : chant, guitares, harmonica de verre
- Grace Slick : chant, piano
- David Freiberg : chant, piano, claviers
- Jerry Garcia : guitares
- Jorma Kaukonen : guitare
- Craig Chaquico : guitare
- Jack Traylor : guitare, chœurs
- Jack Casady : basse
- Chris Ethridge : basse
- Papa John Creach : violon
- David Crosby : chœurs
- The Pointer Sisters : chœurs
- John Barbata : batterie, percussions
- Mickey Hart : percussions